# 富山県道107号小杉椚山新線
富山県道107号小杉椚山新線（とやまけんどう107ごう こすぎくぬぎやません）は、富山県下新川郡入善町内を通る一般県道である。

## 概要

### 路線データ
- 起点：富山県下新川郡入善町小杉字孫左ヱ門（富山県道108号舟見入善線交点）
- 終点：富山県下新川郡入善町椚山新前田（富山県道60号入善朝日線交点）
- 実延長：2,371m

## 沿革
- 1960年（昭和35年）4月23日 - 認定[1]

## 地理

### 通過する自治体
- 富山県下新川郡入善町

### 接続する道路
- 富山県道108号舟見入善線（起点：入善町小杉字孫左ヱ門）
- 富山県道106号北羽入入善線（入善町椚山）
- 国道8号（椚山口交差点）
- 富山県道60号入善朝日線（終点：入善町椚山新前田）

### 周辺
- 富山県警察 入善警察署
- 入善町立桃李小学校
- 椚山簡易郵便局
- 入善ショッピングセンターコスモ21